# Klaus Fuchs (Historiker)
Klaus Fuchs (* 1966 in Pforzheim) ist ein deutscher Historiker und Politiker (AfD).
Fuchs studierte an der Ruprecht-Karls-Universität Heidelberg Geschichte. Von 1997 bis 2004 war er Dozent für Deutsch und Deutsche Geschichte an zwei litauischen Universitäten. Er leitete das  Europastudienzentrum an der Vytautas-Magnus-Universität Kaunas. Sein Schwerpunkt ist die Geschichte Litauens in der Zwischenkriegszeit.
Er  lebt und arbeitet in seiner Heimatstadt Remchingen. Er engagiert sich in der Landsmannschaft der Deutschen aus Litauen.
Klaus Fuchs war 2015 als Unterzeichner der Erfurter Resolution stellvertretender Sprecher des AfD Kreisverbands Pforzheim / Enz. Aktuell ist er Referent der AfD-Fraktion im Stuttgarter Landtag im Ausschuss Soziales und Kultur. Außerdem sitzt er seit 2019 für die AfD als Kreisrat im Kreistag des Enzkreises.

## Werke
- Deutsche Komplexe, Bd. 1 Kritische Reflexionen über deutsche Befindlichkeiten. Litblockín 2009.
- Daten zur kulturellen und wirtschaftlichen Lage der Deutschen in Litauen 1938, hg. von Landsmannschaft der Deutschen aus Litauen. Remchingen 2009.
- mit Jonas Kazlauskas: Die Zeugenaussage des Memeler Chefs der Litauischen Staatssicherheitspolizei im Neumann-Sass-Prozess (Teil I). 2010.
- Provisorische Zeittafel für die Entwicklung des Memelgebiets in der Zwischenkriegszeit relevanter Vorgänge. Remchingen 2013.